# Damian Cardona Onses
Damian Cardona Onses ist ein spanischer Funktionär der Vereinten Nationen, der seit 2022 Direktor des United Nations Information Centre (UNIC) in Canberra ist.

## Leben
Damian Cardona Onses begann nach dem Schulbesuch ein Studium der Politikwissenschaften an der Universität Barcelona, das er mit einem Bachelor beendete. Ein darauf folgendes postgraduales Studium im Fach Internationale Beziehungen an dem zur Universität Pierre Mendès-France Grenoble II gehörenden Institut d’études politiques de Grenoble schloss er mit einem Master ab. Er war von 1998 bis 2002 in Amman als regionaler Kommunikationsdelegierter für den Nahen Osten für die Internationale Föderation des Roten Kreuzes (IFRC) tätig. Er trat 2002 in den Dienst der Vereinten Nationen ein und arbeitete zunächst als Direktor für internationale Beziehungen für das von der Organisation der Vereinten Nationen für Erziehung, Wissenschaft und Kultur UNESCO gesponserte Universal Forum of Cultures Barcelona 2004. Nachdem er in Friedensmissionen in Bosnien und Herzegowina (UNMIBH), Mali und der Demokratischen Republik Kongo (MONUSCO) gedient hatte, war er auch Leiter der Medienbeziehungen und Sprecher der Stabilisierungsmission der Vereinten Nationen in Haiti MINUSTAH (Mission des Nations Unies pour la stabilisation en Haïti) und Sonderberater des dortigen UN-Sonderbeauftragten.
Cardona, der fließend Englisch, Französisch, Spanisch und Katalanisch spricht und über gute Arbeitskenntnisse in Haitianisch-Kreolisch, Italienisch und Portugiesisch verfügt, war des Weiteren Direktor des Informationszentrums der Vereinten Nationen in Dakar, das für das französischsprachige Afrika zuständig ist, und Direktor des UN-Informationszentrums in Bogota, zu dessen Verantwortlichkeitsbereich die Länder Kolumbien, Ecuador und Venezuela gehören. Der Fachmann für Strategische Kommunikation, Krisenkommunikation, Öffentlichkeitsarbeit und Kampagnen innerhalb des Systems der Vereinten Nationen wurde 2021 außerdem Leiter für Strategische Kommunikation und Öffentlichkeitsarbeit der UN-Überwachungskommission für Kolumbien UNMC (UN Verification Mission in Colombia).
Am 18. April ernannte der Generalsekretär der Vereinten Nationen, António Guterres, Damian Cardona Onses zum Direktor des Informationszentrums der Vereinten Nationen UNIC (United Nations Information Centre) in Canberra. Das dortige Informationszentrum ist eine Außenstelle der Hauptabteilung Globale Kommunikation der Vereinten Nationen und bietet Dienstleistungen für Australien, Fidschi, Kiribati, Nauru, Neuseeland, Samoa, Tonga, Tuvalu und Vanuatu an. Er ist verheiratet und hat drei Kinder.